# Peter Cook (Architekt)

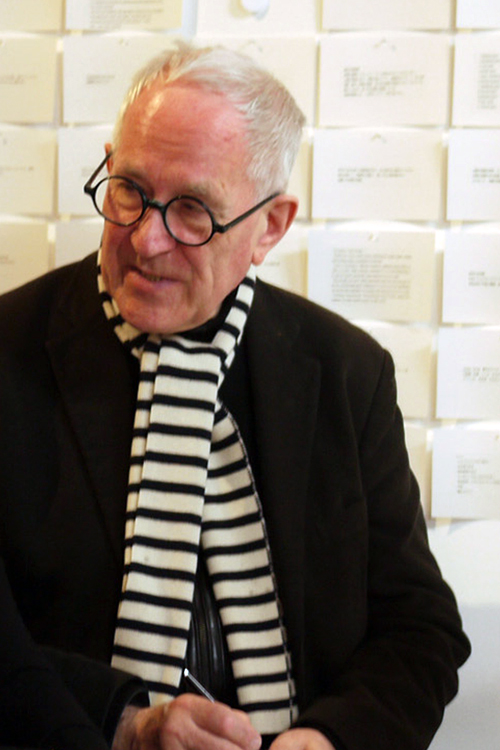
Peter Cook (2010)

Sir Peter Cook (* 22. Oktober 1936 in Southend-on-Sea, Großbritannien) ist ein britischer Architekt, Professor und Autor. Er war Mitbegründer der in den 1960er Jahren bekannten Architekten-Gruppe Archigram.

## Leben und Werk

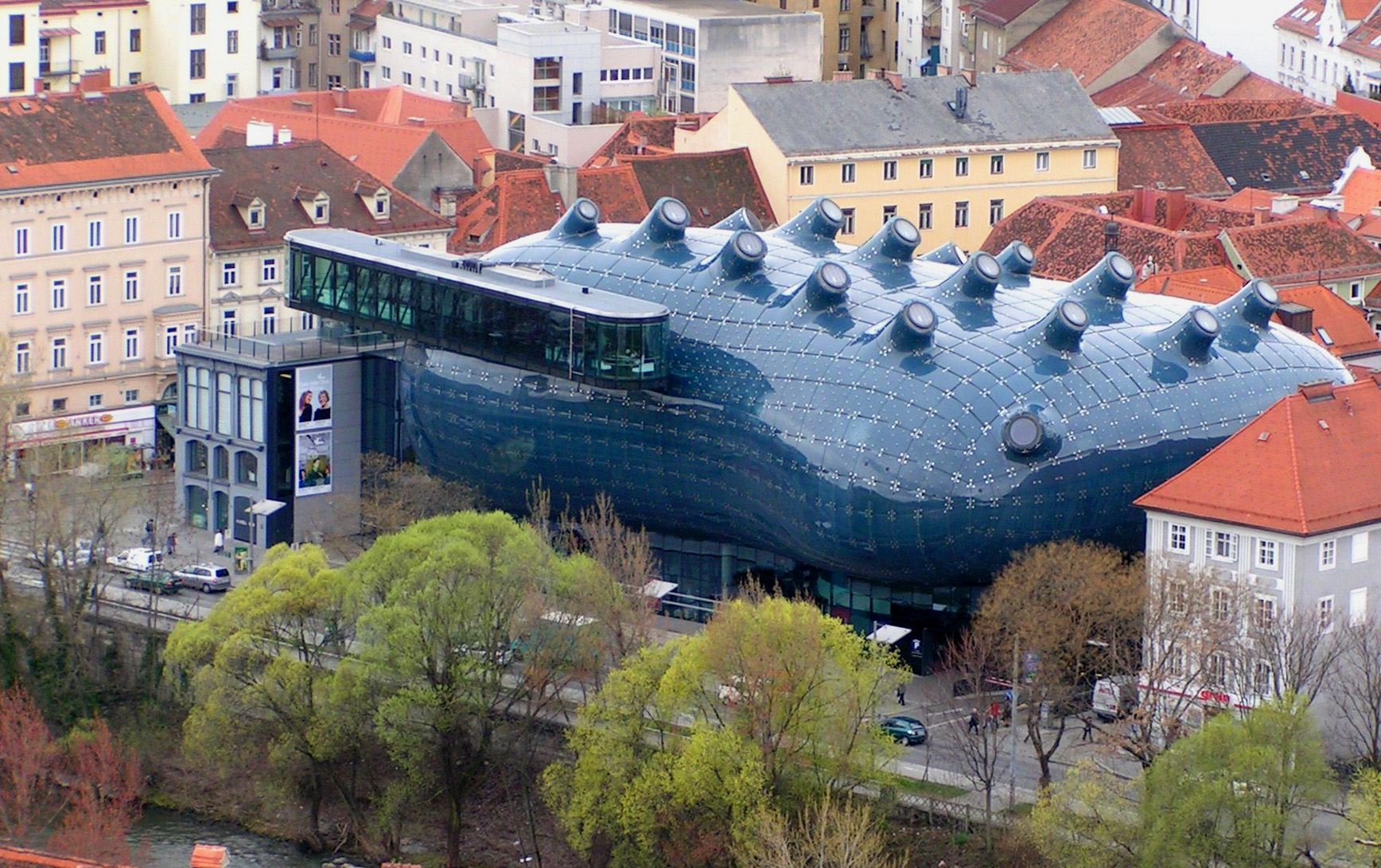
Kunsthaus Graz

Peter Cook studierte von 1953 bis 1958 Architektur am Bournemouth College of Art (heute Arts University Bournemouth), einer seiner Professoren war Ronald Sims. Anschließend besuchte er die Architectural Association School of Architecture (AA) in London und machte dort 1960 seinen Abschluss.

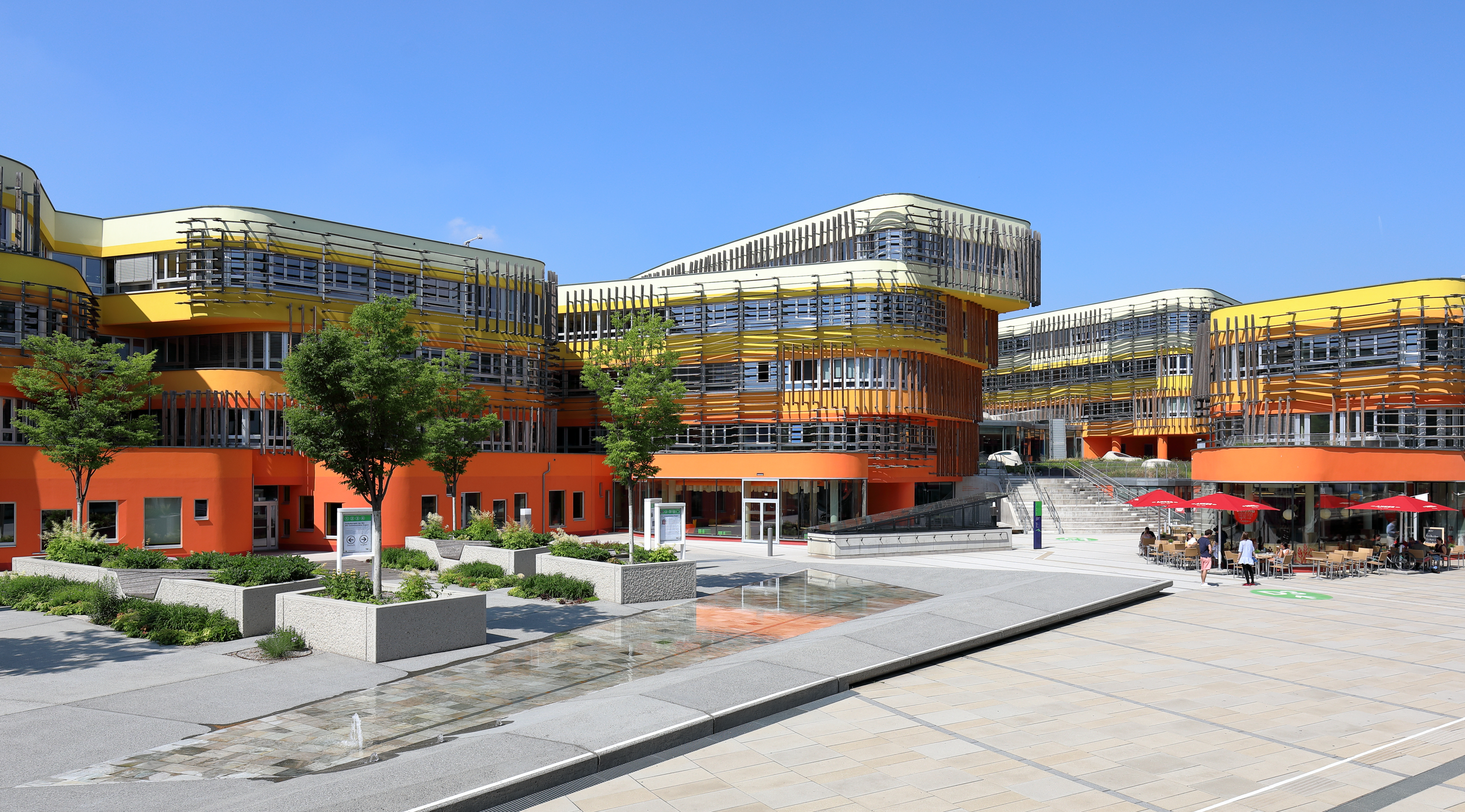
Departmentgebäude 3 und ganz rechts das Administrationsgebäude des WU Campus in Wien

Cook war zusammen mit Colin Fournier einer der Gründer der neofuturistischen Gruppe Archigram (1961–1972) und Mitherausgeber der gleichnamigen Zeitschrift, für die er auch Aufsätze verfasste. Archigram verkörperte eine Strömung der utopischen Avantgarde-Architektur der 1960er Jahre in den westlichen Ländern.
Cook wandelte in seinen späteren eigenen Projekten, wie Green, Yellow, Red and Blue Houses, seine theoretischen Aussagen zunehmend in pragmatischere Bauprojekte um. Dabei bleiben jedoch bis heute die Grundgedanken, Denkmodelle und Ideen von Archigram in Cooks Arbeit bestimmend.
In seinen eigenen Worten ist seine Architektur „lyrisch, technisch, mechanisch, sogar leicht gotisch“.
Gemeinsam mit Christine Hawley plante Peter Cook im Rahmen der Internationalen Bauausstellung 1987 ein Wohnhaus in Berlin-Tiergarten. Ausgeführt wurde der Bau 1988–1990. Kontaktarchitekten waren Hinrich Baller und Inken Baller. Seit den 1990er Jahren ist er, neben einigen realisierten Projekten in Zusammenarbeit mit Christine Hawley, Professorin an der Bartlett School of Architecture, vor allem durch seine architekturtheoretischen Schriften in Erscheinung getreten.
Besondere internationale Beachtung fand der Neubau des Kunsthauses Graz (The Friendly Alien) im Jahr 2003. Bei der Errichtung des Campus der Wirtschaftsuniversität Wien (2009–2013) war sein Architekturbüro CRAB Studio, das er mit Gavin Robotham führt, für das Departmentgebäude D3 und das Verwaltungsgebäude federführend verantwortlich.
In seinem Buch The City, Seen As a Garden of Ideas (2004) verknüpft er seine eigenen Projekte mit allgemeinen Betrachtungen zum urbanen Raum und zu Städten wie Tokio, Edinburgh, Houston oder Santa Monica.

### Lehrtätigkeit
Seit 1984 war er Professor an der Städelschule in Frankfurt am Main, für die er 1992 den Neubau der Hochschulmensa entwarf. Im Jahr 2002 wurde er verabschiedet.  Er lehrt auch an der Londoner Bartlett School of Architecture, die er von 1990 bis 2006 leitete. Als Visiting Professor wirkte er am Massachusetts Institute of Technology, am Virginia Polytechnic Institute and State University, an der University of California, Los Angeles, der Harvard University, sowie in  Tokio, Oslo, Moskau, Rice, Queensland, Berlin, Haifa, Madrid und Aarhus sowie zahlreichen weiteren Universitäten. 2011 lehrte er an der École Spéciale d’Architecture in Paris.

## Zitat
„Peter Cook is an architect. He is an educator. He is a writer and commentator. 
He is a rainmaker. He is an evangelist for the forward development of cities.“

„Peter Cook ist ein Architekt. Er ist Pädagoge. Er ist Schriftsteller und Kommentator. Er ist ein Regenmacher. Er ist ein Evangelist für die zukunftsorientierte Entwicklung von Städten.“

## Veröffentlichungen
- Hongdi Li: Peter Cook. 1993.
- Peter Cook: The City, Seen As a Garden of Ideas. The Monacelli Press 2004, ISBN 978-1-58093-108-3.
- Dieter Bogner: A Friendly Alien: Ein Kunsthaus für Graz. Hatje Cantz, Ostfildern-Ruit 2004, ISBN 3-7757-1350-6.
- Peter Cook: Lives in Architecture.  RIBA Publishing, 2021, ISBN 978-1-85946-942-2.